# Chiasmocleis cordeiroi
Espèce
Statut de conservation UICN

 DD  : Données insuffisantes
Chiasmocleis cordeiroi est une espèce d'amphibiens de la famille des Microhylidae.

## Répartition
Cette espèce est endémique de l'État de Bahia au Brésil. Son aire de répartition concerne une zone proche de la ville de Camamu, à environ 120 m d'altitude,.

## Description
Chiasmocleis cordeiroi mesure de 20 à 22 mm pour les mâles.

## Étymologie
Son nom d'espèce, cordeiroi, lui a été donné en référence au biologiste Paulo Henrique Chaves Cordeiro pour sa contribution à la connaissance des oiseaux forestiers de la façade atlantique.

## Publication originale
- Caramaschi & Pimenta, 2003 : Duas novas espécies de Chiasmocleis Mehelÿ, 1904 da Mata Âtlantica do sul da Bahia, Brasil (Amphibia, Anura, Microhylidae). Arquivos do Museu Nacional, vol. 61, p. 195-202 (texte intégral).